# مايكل شارمر
مايكل برانت شارمر (بالإنجليزية: Michael Brant Shermer)‏ (المولود بتاريخ 1954 غلينديل، كاليفورنيا) صحفي أمريكي مختص في العلوم وتاريخها، وهو مؤسس جمعية الارتياب العلمي، ورئيس تحرير مجلة المُتشكّك (Skeptic) والتي تكرس جهودها في التحقيق وكشف العلوم الزائفة وادعاءات خوارق الطبيعة. تضم الجمعية في صفوفها اليوم أكثر من 55 ألف عضو.

## بداية حياته
ولد مايكل برانت شارمر في 8 سبتمبر 1954 في لوس أنجلوس، وله أصل يوناني من خلال جده، في حين أن جدته كانت من كولونيا الألمانية. كان شارمر طفلًا وحيدًا لأبويه الذين طُلّقا عندما كان في الرابعة من عمره. تزوج والده ووالدته في وقت لاحق؛ حيث تزوجت أمه من رجل له ثلاثة أطفال -بنت وولدان- ليصبحوا أخوات شارمر غير الأشقاء، وتزوج والده من امرأة أخرى وانجب منها بنتنان. توفي والده بنوبة قلبية في عام 1986، وأمه من سرطان الدماغ في عام 2000.
على الرغم من أن شارمر ذهب إلى مدرسة الأحد، إلا أنه يقول أن والديه البيولوجيين وغير البيولوجيين وأشقائه ليسوا متدينين، ولم يذهبوا إلى الكنيسة أو يصلوا معًا. بدأ شارمر سنته الثانوية في عام 1971، عندما بدأت الحركة الإنجيلية باكتساب شعبية في الولايات المتحدة، وفي ليلة واحدة بناءً على طلب من صديقه الحميم جورج -الذي كان والداه مسيحيين- تحول شارمر إلى المسيحية.
رُبّي شارمر وعُلم كيف يستعمل البنادق؛ حيث كان والده –غير البيولوجي- صيادًا، وكان يأخذه مع كلاب الصيد خاصتهم في رحلات صيد اثنا عشرة مرة في السنة. كانوا يأكلون كل ماقتلوه، وقد أظهر والده مهارات كبيرة في طهي تلك الغنائم. امتلك شارمر العديد من البنادق خلال فترة حياته.
تخرج شارمر من مدرسة وادي كريسينا الثانوية في عام 1972، ثم التحق بجامعة بيردين رغبةً في التدريب اللاهوتي الجاد حيث أراد أن يصبح لاهوتيًا. تخصص في البداية في اللاهوت المسيحي، كما أخذ دروس في الكتاب المقدس، ودرس كتابات سي. إس. لويس، وحضر مصلى مرتين في الأسبوع وهو ما كان مطلوبًا لجميع الطلاب. على الرغم من القيود المفروضة على الطلاب، مثل حظر الرقص وزيارة غرف النوم من الجنس الآخر، وجد شارمر الجامعة تجربة جيدة وقبل تعاليمها كدليل صالح للسلوك. ومع ذلك، عندما علم أن شهادة الدكتوراه المطلوبة لكي يكون أستاذًا في علم اللاهوت تتطلب إجادة اللغة العبرية واليونانية واللاتينية والآرامية، حول شارمر اتجاهه الأساسي إلى علم النفس.

## الدراسات العليا وتغيير المعتقدات
أدت درجة الماجستير التي حصل عليها شارمر في علم النفس التجريبي في جامعة ولاية كاليفورنيا بفوليرتون إلى العديد من المناقشات -بعد الحصص- مع الأستاذين بايارد براتستروم وميغ وايت في حانة محلية، والتي كانت تطول حتى وقت متأخر من الليل. دفعته هذه المناقشات بالإضافة إلى دراساته في علم الإنسان الثقافي إلى التشكيك في معتقداته الدينية. لقد تخلى عن آرائه الدينية المخلصة مدفوعًا بما اعتبره تعصب ناشئ عن الأخلاق المطلقة التي تعلمها في دراساته الدينية؛ حيث النفاق فيما يعظ به الكثير من المؤمنين وما يمارسونه، ووعيه المتزايد بالمعتقدات الدينية الأخرى وكيف تحددها الظروف الزمنية والجغرافية والثقافية التي وُلد فيها أنصارها. بقرب حلول منتصف الطريق خلال تدريب الخريجين، أزال ميدالية سمكة المسيح الفضية المسيحية التي كان يرتديها حول عنقه لسنوات. حصل على درجة الماجستير من جامعة ولاية كاليفورنيا في علم النفس في عام 1978.
جاءت الخطوة الأخيرة في ترك ترك شارمر لديانته عندما أُصيبت حبيبته الجامعية مورين في حادث سيارة وكُسر ظهرها وأصبحت مشلولة من وسطها حتى ألأسفل. علق شارمر قائلًا:

## الدراجات التنافسية
بعد حصوله على درجة الماجستير في علم النفس التجريبي في عام 1978، لم يتمكن شارمر من الحصول على وظيفة كأستاذ بشهادة الدكتوراه، فعمل بوظيفة كتابية لمجلة دراجات في إيرفاين بكاليفورنيا. كانت مهمته الأولى هي مؤتمر صحفي عقده سايكلز بيجو، وقد شارك فيه جون مارينو الذي كان قد انتقل للتو من لوس أنجلوس إلى نيويورك في 13 يومًا وساعة و 20 دقيقة، وترك هذا انطباعًا عميقًا على شارمر. اشترى شارمر دراجة ودخل سباق يبلغ طوله 50 كيلو مترًا عبر منتزه جريفيث في لوس أنجلوس في عطلة نهاية الأسبوع التالي. ازداد اهتمامه بسرعة وخلال فترة قصيرة كان قد أكمل جولة القرن (100 ميل) الأولى له، وبعد فترة ليست بطويلة كان يركب مئات الأميال في الأسبوع.
بدأ شارمر ركوب الدراجات التنافسية في عام 1979، وقضى عقدًا من الزمان كراكب دراجات محترف. كان شارمر عضو مؤسس في قاعة مشاهير الترا لركوب الدراجات.
خلال مسيرته المهنية في الدراجات، عمل شارمر مع تقنيي ركوب الدراجات في تطوير منتجات أفضل لهذه الرياضة. اثناء ارتباطه ببيل هيلمتس (Bell Helmets) راعي سباق الدراجات، قدم لهم المشورة بشأن مشكلات التصميم المتعلقة بتطويرهم للبوليسترين الموسع واستخدامه في خوذات ركوب الدراجات، والتي من شأنها أن تمتص التأثير بشكل أفضل بكثير من خوذات هيرنت (hairnet) الجلدية القديمة المستخدمة من قِبل راكبي الدراجات لعقود. نصحهم شارمر بأنه إذا بدت خوذاتهم تشبه خوذات الدراجات النارية -حيث كان يتم استخدام البوليسترين بالفعل- وليس مثل خوذات hairnet القديمة، فلن يستخدمها راكبو الدراجات أو الهواة. هذا الاقتراح أدى إلى نموذجهم في1 برو (V1 Pro) الذي بدا وكأنه hairnet جلد أسود، لكنه يعمل في الداخل مثل خوذة دراجة نارية. في عام 1982، عمل شارمر مع وايمان سبينس الذي قامت شركته سبينكو ميديكال بتزويد الهلام المطور -الذي يُستخدم للمرضى طريحي الفراش الذين يعانون من الضغط- إلى قفازات وسرج الدراجات الهوائية لتخفيف متلازمة النفق الرسغي وتقرحات السرج التي عانى منها راكبو الدراجات.
خلال العقد الذي كان يسابق فيه مسافات طويلة، ساعد - إلى جانب لون هالمان وجون مارينو- في تأسيس سباق الدراجات عبر القارات الذي يصل طوله إلى 3000 ميل المعروف باسم "RAAM"، والذي شارك فيه خمس مرات 1982و 1983 و 1984 و 1985 و 1989، وكان مدير سباق مساعد لمدة ست سنوات، ومدير السباق التنفيذي لمدة سبع سنوات. سُمّيت حالة طبية حادة نسبة إلى اسمه "Shermer Neck" هو ألم وضعف شديد في عضلات الرقبة الموجودة بين راكبي الدراجات لمسافات طويلة، وقد عانى شارمر من هذه الحالة في سباق حوالي 2000 ميل عام 1983 عبر أمريكا. بعد سنوات من ممارسة الوخز بالإبر والمعالجة اليدوية والعلاج بالتدليك والتكامل الهيكلي والمسيحية الأصولية ومجموعة من الأشياء الغريبة -باستثناء الأدوية- لتحسين حياته وتدريبه، توقف شارمر عن البحث عن تفسير فشل هذه الممارسات.

## حصوله على الدكتوراه والتدريس
أثناء ركوبه للدراجات، قام شارمر بتدريس علم النفس خلال المساء في كلية جلينديل، وهي كلية مدتها عامين، ثم قرر أن يحصل على درجة الدكتوراه رغبةً منه في التدريس في جامعة مدتها أربع سنوات. لأن اهتمامات شارمر تكمن في السلوكية ولم يعتقد أنه يمكن أن يحدث فرقًا في العالم من خلال العمل في مختبر مع صناديق سكينر، فقد اهتمامه بعلم النفس وتحول إلى دراسة تاريخ العلوم وحصل على درجة الدكتوراه في جامعة كليرمونت عام 1991. كان عنوان أطروحته عالم ملحد: ألفريد راسل والاس وتطور الإنسان: دراسة عن طبيعة التغيير التاريخي.
استند شارمر لاحقًا إلى كتاب رئيسي حول أطروحته. نُشر الكتاب الذي يحمل عنوان «ظل داروين: حياة وعلوم ألفريد راسل والاس: دراسة عن السيرة الذاتية لعلم النفس في التاريخ» في أغسطس 2002.
أصبح شارمر بعد ذلك أستاذاً مساعداً لتاريخ العلوم في كلية أوكسيدنتال في كاليفورنيا، وشغل شيرمر منصب كبير زملاء البحث في جامعة كليرمونت للدراسات العليا عام 2007، كما شغل منصب أستاذ مساعد في جامعة تشابمان عام 2011، ثم أصبح زميلًا رئاسيًا. في شابمان، كان يقوم بتدريس مقرر سنوي للتفكير النقدي يسمى الشكوكية 101، حيث يختبر أفكارًا جديدة للطلاب.

## الشكوك العلمية
في عام 1992، أسس شارمر جمعية المشككين والتي بدأت كهواية في مرآب منزله، لكنها نمت في نهاية المطاف لتصبح وظيفة بدوام كامل. تنشر جمعية المشككين مجلة سكيبتك وتنظم سلسلة محاضرات معهد كاليفورنيا للتقنية. اعتبارًا من عام 2008، كان لديها أكثر من 55000 عضو.

## حياته الشخصية
عاش شارمر في التادينا بكاليفورنيا اعتبارًا من عام 2007. تزوج من جنيفر جراف -من مواليد كولونيا الألمانية- في 25 يونيو 2014، ونُفذ الحفل من قِبل تينا أخت شارمر والتي نسقت لهذه المناسبة عبر الإنترنت. كان شارمر عاشقًا للكلاب طوال حياته، وكان لديه في السابق كلبًا يدعى داروين. اعتبارًا من أبريل 2018، كان لديهم كلب مسترد لابرادور اسمه هيتش، تكريماً لكريستوفر هيتشنز.
من الناحية السياسية، وصف شارمر نفسه بأنه ليبرالي مدى الحياة. في مقابلة أجراها عام 2015، صرح شيرمر بأنه يفضل التحدث عن القضايا الفردية معربًا عن أسفه لأن الناس في الماضي يرفضون حتى الاستماع إليه بسبب وصفه لذاته باعتباره ليبراليًا. ذكر أيضًا في نفس المقابلة أن بحثه في السيطرة على الأسلحة دفعه إلى الاعتقاد بأن بعض التدابير للحد من العنف المرتبط بالأسلحة ستكون مفيدة. كان الرئيس الأول الذي صوت له هو ريتشارد نيكسون في عام 1972، والذي في ضوء فضيحة ووترغيت، يسميه «تصويته الأكثر إحراجًا».
في عام 2000، صوت لصالح هاري براون على افتراض أن الفائز في مسابقة آل غور جورج دبليو بوش سيكون لا علاقة له بالموضوع، وقد أعرب عن أسفه لاحقًا لهذا القرار معتقدًا أن سياسة بوش الخارجية جعلت العالم أكثر خطورة، وصوت لجون كيري في عام 2004. دعى شارمر توماس جيفرسون بالرئيس المفضل له لأنه دافع عن الحرية وتطبيقه للتفكير العلمي على السياسة والمجالات الاقتصادية والاجتماعية. يقول عن جيفرسون: «عندما تناول العشاء بمفرده في البيت الأبيض، كان هناك قدر أكبر من الذكاء في تلك الغرفة أكثر مما كان عندما استضاف جون كينيدي مأدبة عشاء هناك لحفل من الحائزين على جائزة نوبل.»
كان شيرمر يعارض ذات مرة معظم تدابير السيطرة على الأسلحة، ويعود ذلك في المقام الأول إلى اعتقاده بمبدأ زيادة الحرية الفردية وانخفاض تدخل الحكومة، وأيضًا بسبب امتلاكه السلاح طوال معظم حياته.

## روابط خارجية
- مايكل شارمر على موقع IMDb (الإنجليزية)
- مايكل شارمر على موقع ميوزك برينز (الإنجليزية)
- مايكل شارمر على موقع إن إن دي بي (الإنجليزية)